# Giovanni Battista Passerini
Giovanni Battista Passerini (* 1658 in Böhmen; † 9. Juni 1710 in Kaisersteinbruch, Ungarn, heute Burgenland) war ein italienischer Steinmetzmeister und Bildhauer des Barocks.

Schloss Prugg, Hauptportal Kaiserstein, historische Aufnahme

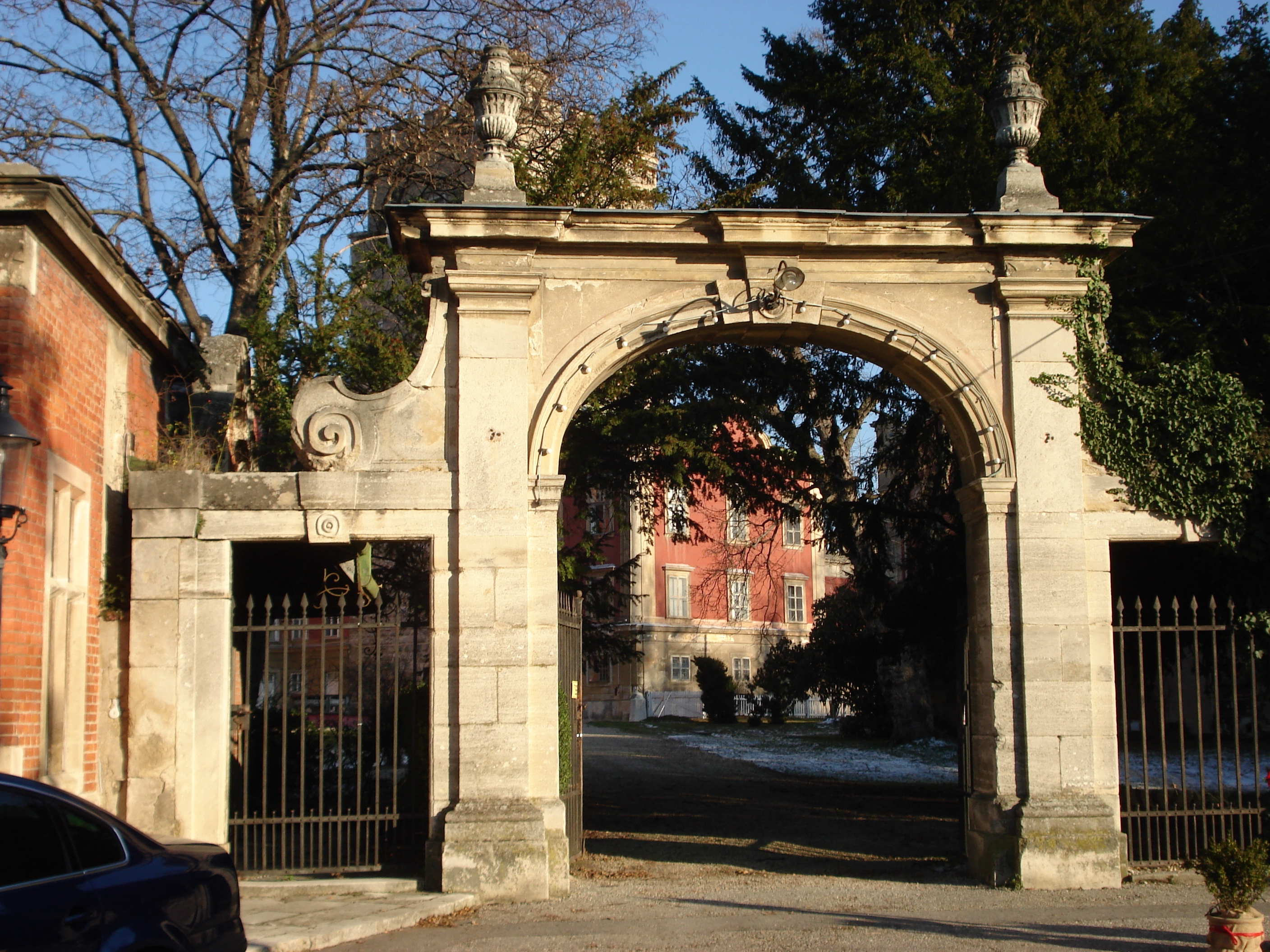
Schloss Prugg, Portal, heutiger Zustand

## Leben und Wirken
Giovanni Battista Passerinis gleichnamiger Vater und dessen in lebenslanger Freundschaft verbundener Arbeitskollege Francesco della Torre waren einst aus Ramponio im Provinz Como, Italien, zur Wiener Bauhütte und in den kaiserlichen Steinbruch am Leithaberg, einer italienisch, schweizerischen Künstlerkolonie, gewandert. Dort hatten sie das Steinmetzhandwerk erlernt, 1646 erfolgte die Freisprechung. 1653 arbeiteten beide Meister als wichtige Mitarbeiter in der Prager Baugesellschaft des Carlo Lurago. Sie erhielten am 30. Oktober 1663 die Prager Bürgerurkunde, auch Passerinis Sohn und Torres Söhne Bartholomäus, Pietro und Battista. Mit Lurago waren sie bei verschiedenen Baustellen tätig, „sie wissen aber die Orth eigentlich nicht mehr alle zu nennen, sey es zu Komotau, Jesuitenkirche, bey dem Herrn Grafen Czernin zu Prag, bey denen Jesuiten, im Clementinum …“
Beim Neubau des Passauer Domes lernte Giovanni Battista Passerini jun. das Handwerk. 1678 verstarb der Vater. Im Rahmen der Gesellschaft gestaltete er 1682 für die Elisabeth-Kapelle im Breslauer Dom den Marmoraltar. Passerini verließ Böhmen 1684.
1686 kaufte er im kaiserlichen Steinbruch von Angela Regondi, Witwe des Ambrosius Regondi, und ihrem Sohn Sebastian Regondi drei Steinbrüche, zwei Häuser und mehrere Gärten. Dann hielt er um die Hand von Anastasia, Tochter des derzeitigen Richters und Hofsteinmetzmeisters Ambrosius Ferrethi an.
Sein befreundeter Mitmeister Giovanni Pietro della Torre hatte hier ein Gut erworben. Als er 1687 nach Prag beordert wurde, verwaltete Passerini den Besitz.
In der Steuerliste von 1699 war Passerini mit einem Steinbruch, vier Häusern und drei Kühen eingetragen.

### Richteramt
1699 wurde Passerini Richter in Kaisersteinbruch. Am 29. August 1707 stellte er ein Gesuch an den Abt des Stiftes Heiligenkreuz Gerhard Weixelberger, das Richteramt zurücklegen zu dürfen; er meinte, er könne in der Kriegszeit die in meiner gebührenden Schuldigkeit des Amtes nicht mehr beistehen. 1708/1709 wurde Meister Sebastian Regondi Passerinis Nachfolger als Richter.

### Schüler
Im März 1700 wurde er für die Ausbildung des Gesellen Elias Hügel zum Bildhauer verantwortlich. Bei den Umbauarbeiten des Palais Lobkowitz in Wien entwarf Johann Bernhard Fischer von Erlach den Plan für eine in Wien neuartige Portalgestaltung und der Gesamtauftrag ging an Passerini. Somit ergab sich für den jungen Hügel eine entscheidende Begegnung mit dem bekannten Architekten.

### Meister des Kaisersteinbrucher Steinmetzhandwerkes
Von 1699 bis 1708 waren seine Mitmeister im Handwerk der Steinmetzen und Maurer in Kaisersteinbruch: Johann Georg Haresleben, Ambrosius Hutter, Johann Baptist Kral, Johannes Pery, Sebastian Regondi, Johann Paul Schilck, Martin Trumler und Johann Wieser.

### Schloss Prugg in Bruck an der Leitha
Von 1707 bis 1711 ließ Aloys Thomas Raimund von Harrach, Landmarschall in Niederösterreich, das ältere Schloss in Bruck an der Leitha durch den Architekten Johann Lucas von Hildebrandt umbauen. Die Künstler, die mit Hildebrandt arbeiteten, waren neben Giovanni Battista Passerini die Bildhauer Ignaz Bendl, Giovanni Stanetti, Joseph Kracker, die Stuckateure Alberto Camesina und Santino Bussi und der Freskomaler Bartolomeo Altomonte.

### Tod
Giovanni Battista Passerini verstarb am 9. Juni 1710, sein Besitz kam zur Gänze an die Witwe Anastasia, die 1712 Meister Simon Sasslaber heiratete. Sein Name ist auf der Schriftrolle des Kaisersteinbrucher Sonnenuhr-Pfeilers von Bildhauer Alexandru Ciutureanu eingemeisselt.

## Werke
- 1672: Passauer Dom, Architekt Carlo Lurago
- 1682: Breslauer Dom, Marmoraltar
- 1689: Palais Harrach (Freyung), Architekt Domenico Martinelli, mit dem Wiener Mitmeister Veith Steinböck
- 1689: Gartenpalast Liechtenstein in der Roßau, Architekt Domenico Martinelli, im Familienclan
- 1691/1694: Stadtpalais Liechtenstein, im Familienclan
- 1702: Stadtpalais des Prinzen Eugen, westlicher Zubau, Architekt Johann Lucas von Hildebrandt
- 1707: Schloss Prugg in Bruck an der Leitha, Architekt Johann Lucas von Hildebrandt, Hauptportal
- 1708: Böhmische Hofkanzlei, mit Haresleben, Architekt Joh. Bernhard Fischer v. Erlach
- 1709: Palais Lobkowitz in Wien, neues Hauptportal, mit Elias Hügel, Plan Joh. Bernhard Fischer von Erlach

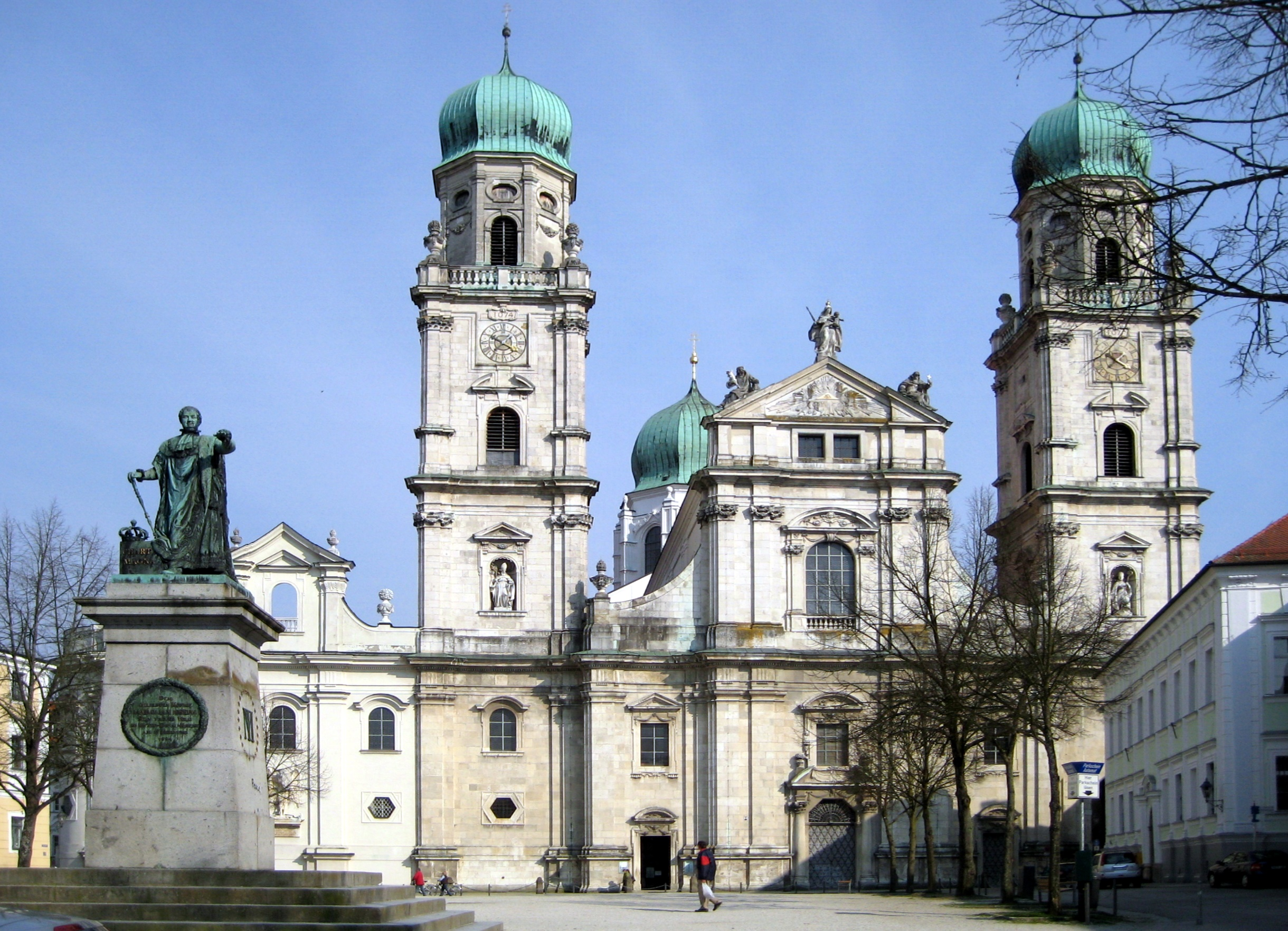
Passauer Dom
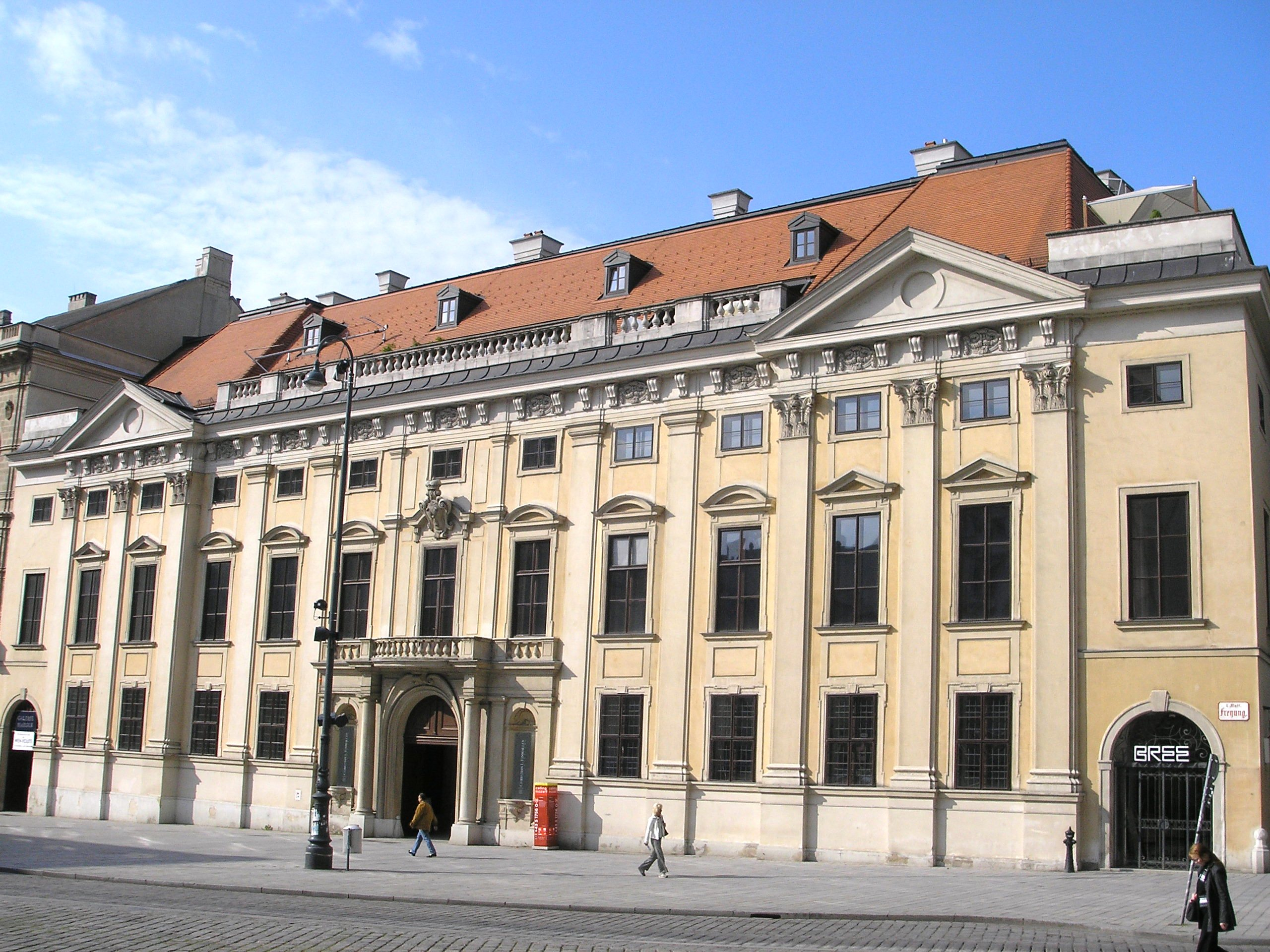
Palais Harrach, Freyung 3
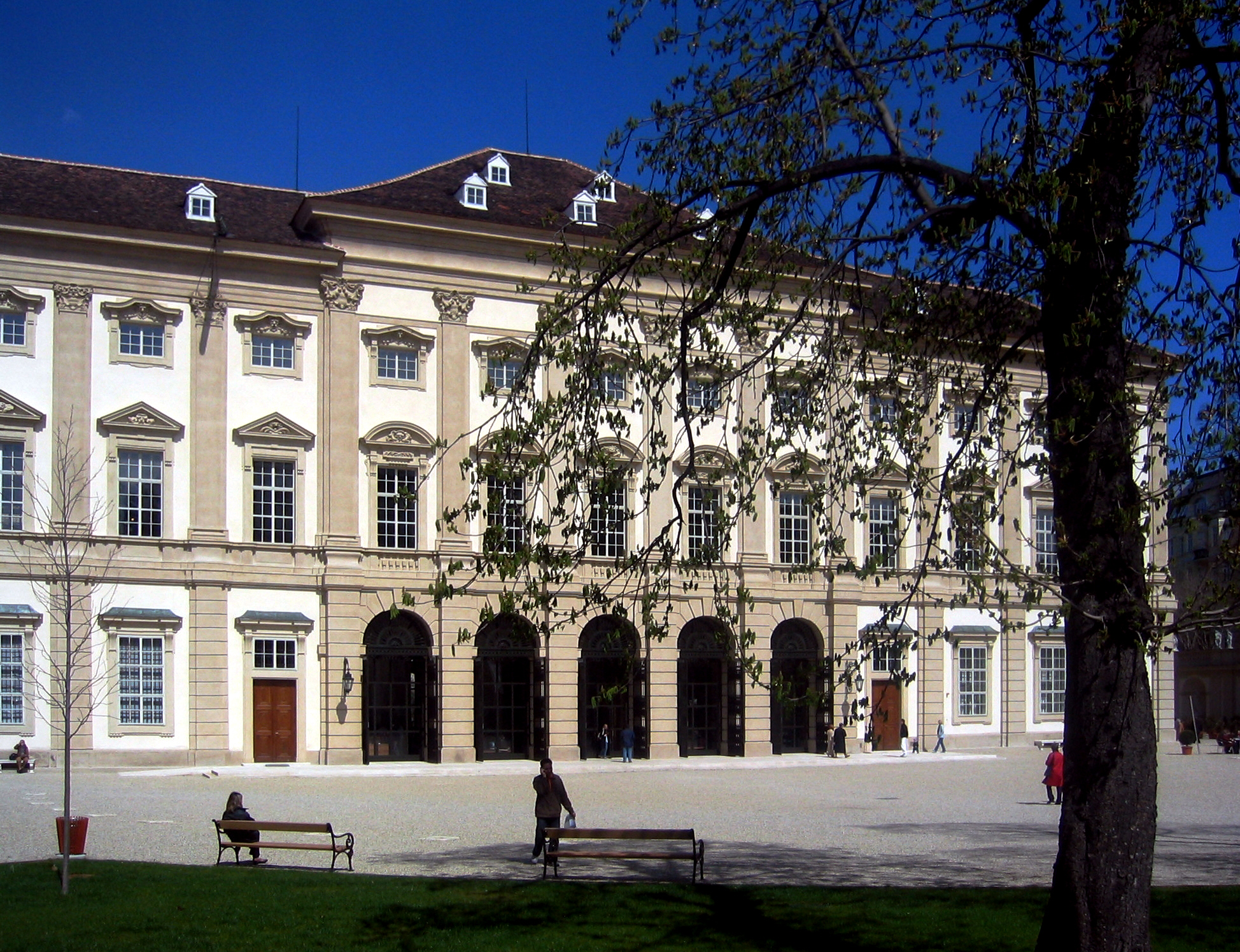
Gartenpalast Liechtenstein
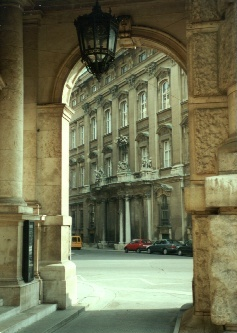
Blick zum Stadtpalais Liechtenstein
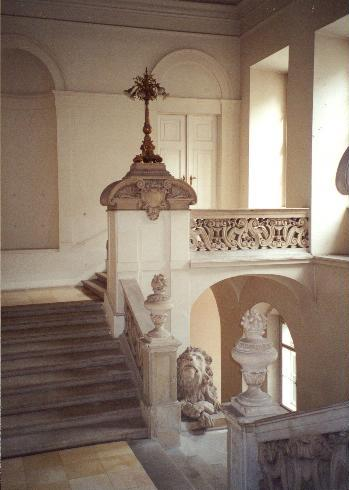
Böhmische Hofkanzlei, Löwenstiege
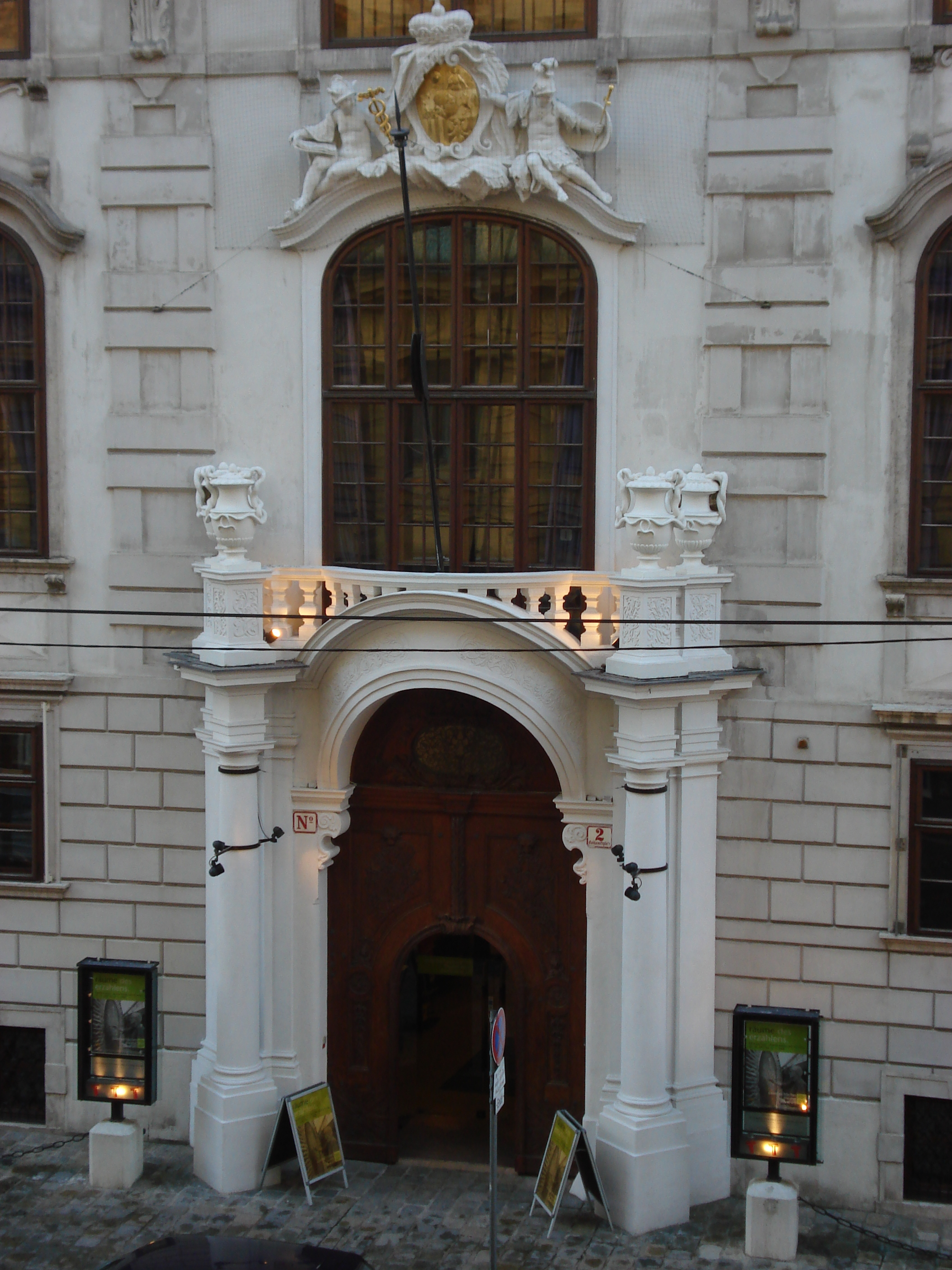
Pal. Lobkowitz, Tor Fischer v. Erlach